# الحرب الفرنسية السنوسية الثانية
الحرب الفرنسية السنوسية الثانية هي سلسلة من المواجهات المسلحة التي اندلعت بين السنوسية وقوات فرنسا الاستعمارية في الفترة ما بين 1903 و1916، في مناطق واسعة من وسط أفريقيا، وخصوصًا في فزان، تشاد، النيجر، وأجزاء من جنوب تونس والجزائر. جاءت هذه الحرب بعد قيام فرنسا بتدمير الزوايا السنوسية التي كانت تمثل مراكز دينية وتعليمية أسسها محمد المهدي السنوسي، مما أدى إلى تصعيد المقاومة بقيادة أحمد الشريف السنوسي وعدد من القادة المحليين أبرزهم محمد كاوصن.
تمكّن المجاهدون السنوسيون من تحقيق انتصارات عسكرية ملموسة واستعادة العديد من المناطق، وتكبيد القوات الفرنسية خسائر فادحة. ويُعد هذا الصراع جزءاً من الحروب السنوسية التي شكّلت إحدى صور المقاومة الإسلامية للاستعمار الأوروبي في أفريقيا.